# Japanski ratni zločini

## Zločini nad civilnim stanovništvom
Najviše su od takvog oblika nasilja pretrpjeli Kinezi. Japanci su od 1931. počeli oduzimati prostore Kine koja se našla u političkom i gospodarskom rasulu. Japanci su 1937. prešli u otvoren rat s Kinom. Sukobljevali su se s Kuomintangom i generalima u labavom savezu s Kuomintangom,a povremeno i s komunistima. U tim sukobima redovito su stradavali civili bilo direktno ubijanjem, a indirektno zbog gladi i bolesti koje se lako šire u ratnom kaosu. Japanski zapovjednici nisu provodili oštru disciplinu što se tiče odnosa njihovih vojnika prema civilima pa su silovanja i ubojstva ponekad dosezali velike razmjere. Jedan od najpoznatijih zločina dogodio se nakon osvajanja Nankinga u prosincu 1937. kada su japanski vojnici danima ubijali i silovali. U svjetskim medijima ta zlodjela dobila su skupni naziv «silovanje Nankinga». Kinezi tvrde da je tada ubijeno preko 200 000 ljudi dok Japanci umanjuju tu brojku na oko 30 000.
U drugim dijelovima Azije zločini su se provodili sporadično (npr. nasilje nad kineskim trgovcima, odmazde za gerilske napade, konfiskacija imovine i hrane itd.).
Pod kraj rata prilikom bitke za Manilu, japanski su se vojnici i mornari utvrdili u gradu kojeg su Amerikanci pokušavali ponovno osvojiti. U takvoj situaciji kada su Japanci izgubili sva moralna ograničenja (jer su znali da će ionako umrijeti) nastupilo je ponovno represija nad civilima (ubijanje silovanje, pljačka živežnih namjernica itd.). Amerikanci su također pokazali neosjetljivost prema filipinskim civilima te su upotrebljavali napalm za rušenje blokova kuća. U takvoj situaciji u Manili je život izgubilo preko 100 000 Filipinaca.
Jedan od najsurovijih ratnih zločina Japanaca bio je vezan uz pokuse biološkog oružja nad Kinezima. Jedinica 731 provodila je pokuse nad 3 000 Kineza namjerno ih zaražavajući antraksom i kugom. Nakon što bi zaraženi počeli pokazivati znakove bolesti nad njima je često provođena vivisekcija, a nesretnici bi umirali u mukama. Dio tih patogenih bacila je bačen i na kineske gradove, ali nikada na američke postrojbe.
Japanska vojska je organizirala i lanac prostitucije u koji su uključene žene različitih nacionalnosti. Te nesretnice, koje su Japanci eufemistički nazivali ianpu (žene za okrijepu), bile su praktički seksualno roblje. Dio Japanaca tvrdi da su te žene dobrovoljno postale prostitutke, što dakako ljuti azijske narode koji su bili pod njihoovom okupacijom.
Zapadnjački civili (iz država koje su bile u ratu s Japanom) su pod okupacijom Japanaca internirani u koncentracijske logore te su tu trpili nasilja. Internirani su tako Britanci, Nizozemci, Amerikanci itd. Internirani civili ostali su u konc-logorima tjednima sve do dolaska savezničkih postrojbi. U Indoneziji to je bila mjera opreza jer su Indonežani pokazivali interes da linčuju zapadnjake, svoje bivše kolonijalne gospodare.

## Zločini nad ratnim zarobljenicima
Među zapadnjacima ovo su najpoznatiji zločini. Japanci se gotovo nikada nisu predavali jer je to prema ratničkom kodeksu (bushido) krajnja sramota gora od smrti ili poraza. Zato su smatrali zapadnjake slabićima kada su se u velikom broju predavali na Filipinima i Singapuru. Japanci su imali malo poštovanja prema zarobljenim vojnicima pa su ih izgladnjivali, mučili te koristili za robovski rad. Na kraju je 25 do 30% zarobljenih zapadnjačkih vojnika umrlo ili ubijeno do kraja rata. Azijski pripadnici kolonijalnih vojski (npr. Indijci) ponekad bi bolje prošli jer su ih Japanci smatrali potencijalnim saveznicima,a neki su se i djelatno uključili u pro-japanske postrojbe.

## Procesuiranje zločina
Procesuiranje japanskih zločina se događalo na nekoliko razina. Najvišim dužnosnicima (npr. premijer general Hideki Tojo)  je suđeno u sudskom postupku nazvanom Tokijski proces (japanski analogon Nürnberškom procesu). Niži časnici i dužnosnici suđeni su na prostorima na kojima su zločini počinjeni. Na tim nižim sudovima na smrt je osuđeno nešto više od 1000 ljudi. Zločini koja je počinila Jedinica 731 nisu procesuirani jer su Amerikanci iskoristili rezultate eksperimenata za razvoj vlastitog biološkog oružja. Neki od niže rangiranih Japanaca osuđeni su na doživotne robije, no zahvaljujući hladnom ratu dobili su pomilovanje već 1950-ih. 